# Cuyo
Cuyo – historyczny region Argentyny, składa się z prowincji San Juan, San Luis oraz prowincji Mendoza. Obecnie nazwa Cuyo wykorzystywana jest przy produkcji wina. Jednocześnie jest to jeden z najbardziej popularnych turystycznie regionów Argentyny, w jego obrębie znajdują się najwyższe pasma górskie Andów, w tym najwyższy szczyt Aconcagua oraz park Ischigualasto. Głównym obszarem działań gospodarki jest tu: winiarstwo, produkcja wina stanowi prawie 80% produkcji krajowej. Ponadto znajdują się tu również uprawy oliwek, ziemniaków, pomidorów a także występują bogate złoża ropy naftowej. Gleby regionu są suche, zasilane głównie przez wodę z topniejących śniegów na masywach górskich. 

## Galeria

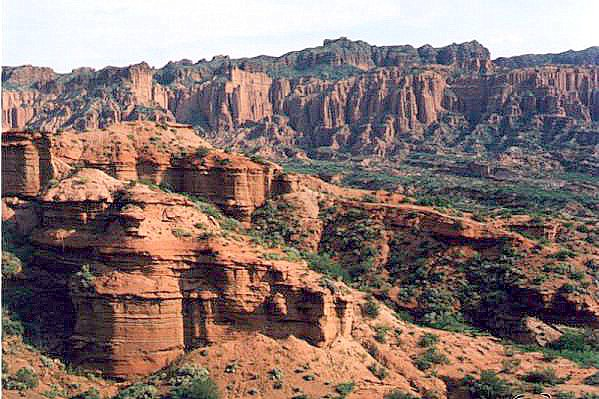
Sierra de las Quijadas
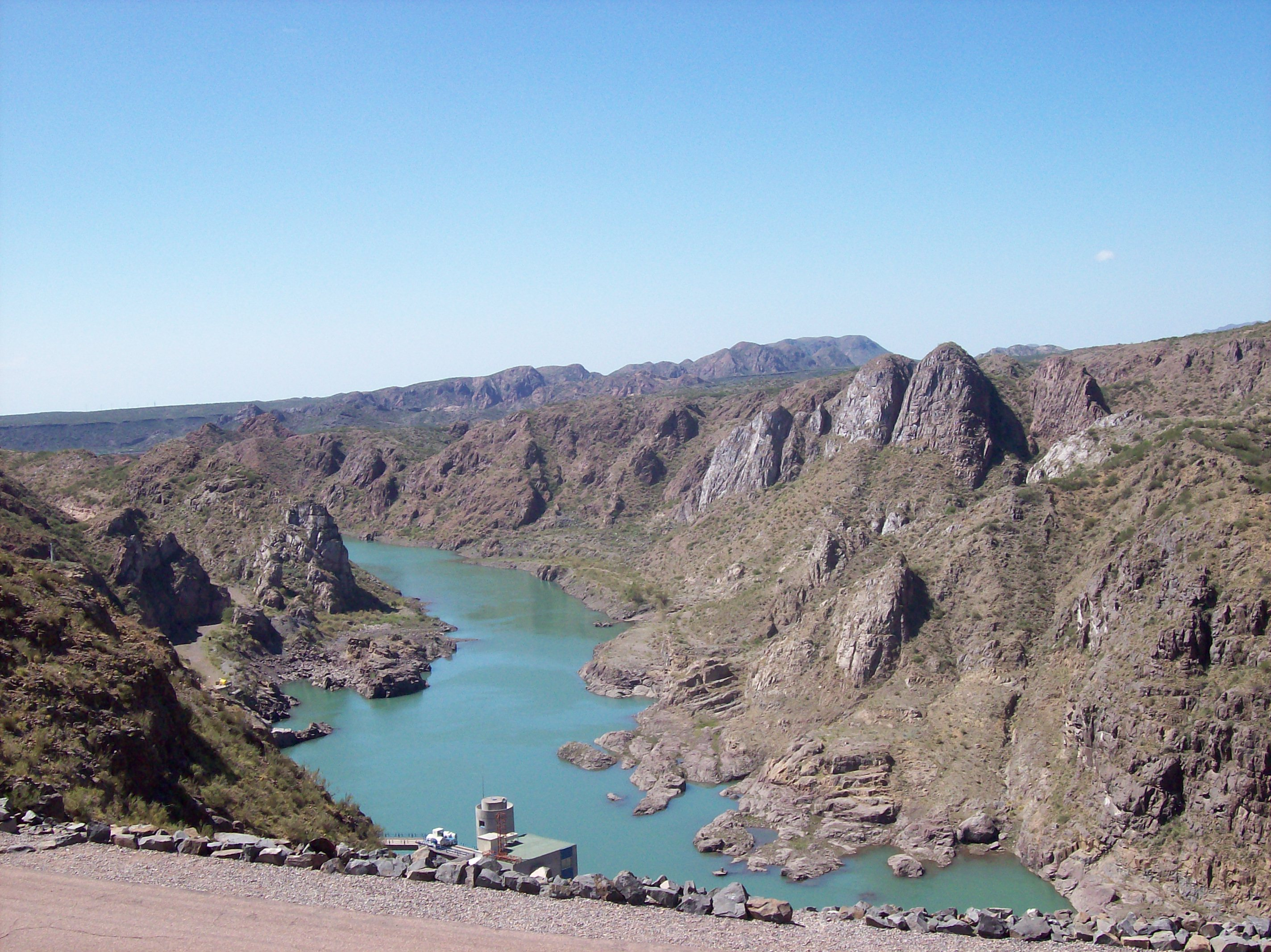
Rzeka Diamate
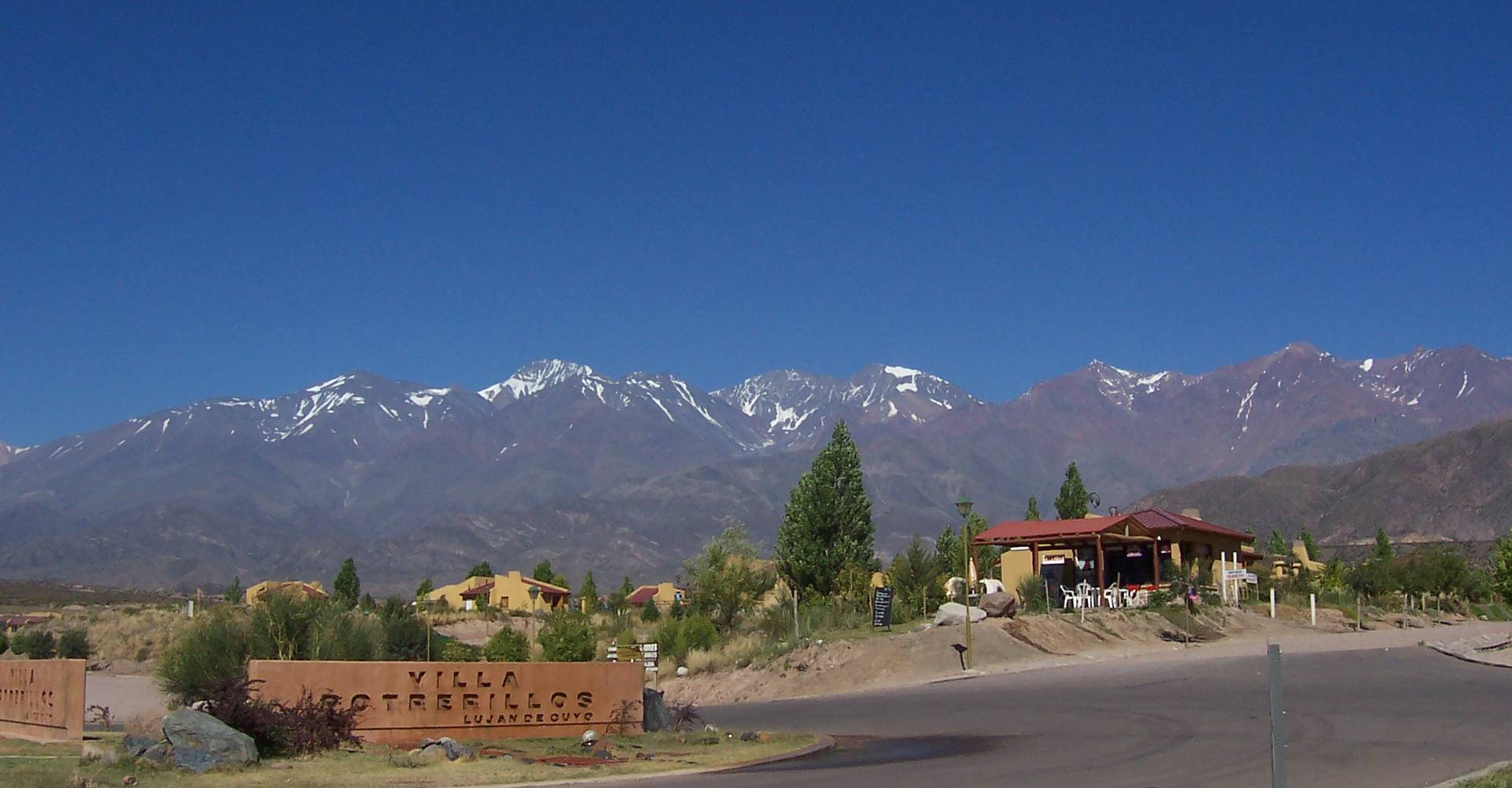
Potrerillos
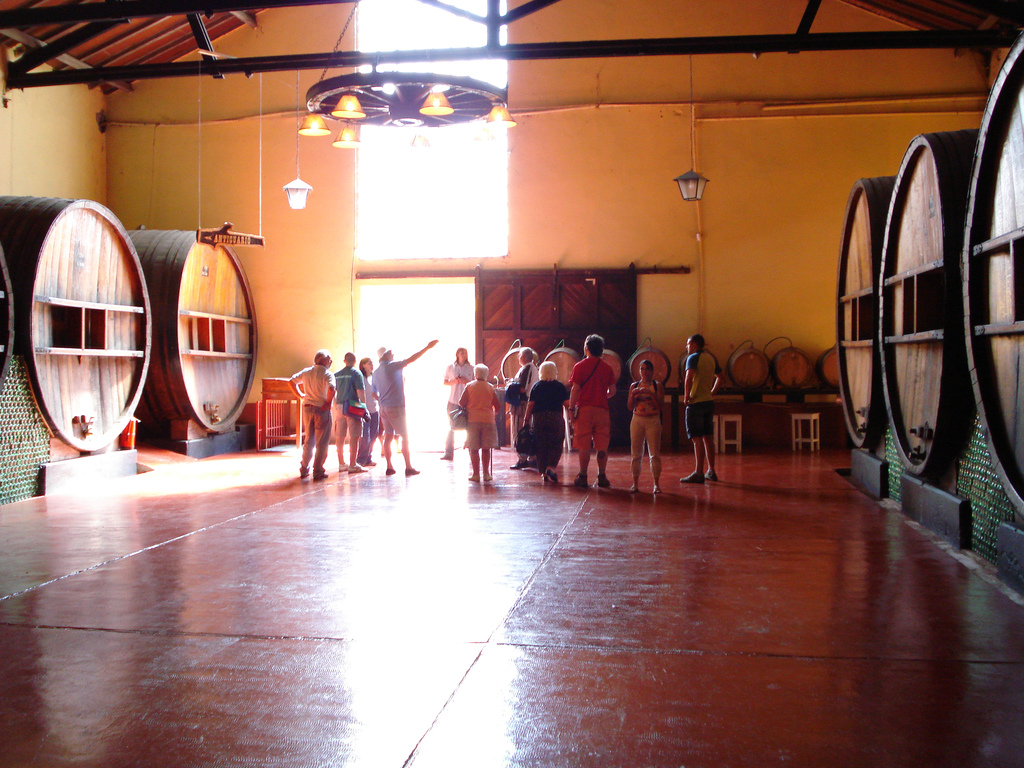
Jedna z winnic w prowincji Mendoza